# Starodrzew

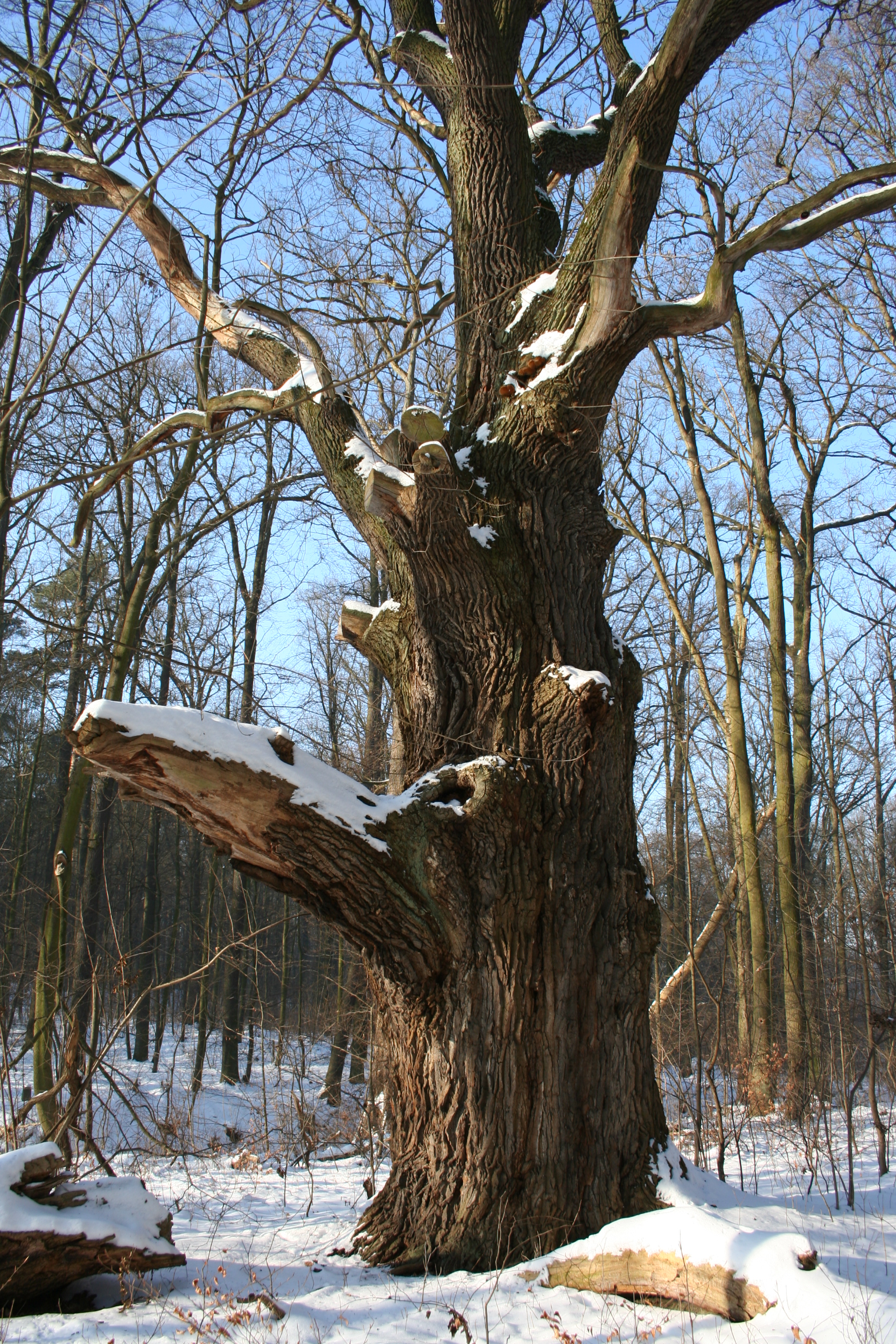
Starodrzew

Starodrzew – jedna z ostatnich faz rozwoju drzewostanu (lub pojedynczego drzewa), obejmująca drzewa powyżej 100 lat, o średniej pierśnicy powyżej 50 cm. Drzewa w tej fazie stopniowo tracą zdolność przyrostu wysokości i grubości oraz przejawiają oznaki starzenia się. Następuje obumieranie drzew, a w lukach drzewostanu pojawia się obfity nalot.